# Badminton under sommer-OL 2020
Badminton under Sommer-OL 2020 bliver afviklet over fem turneringer med i alt deltagelse af 172 spillere, fordelt på 38 spillere i herre- og damesingle, samt 16 par i herre-, dame- og mixed double.

## Turneringsformat
Konkurrencen bliver, i alle discipliner, indledt med et gruppespil, hvor alle mødte alle, hvorefter 16 spillere (i single) eller otte par (i double) går videre til 1/8-finalerne (single) eller kvartfinalerne (double). Alle deltagere/doubler bliver placeret i de indledende grupper efter lodtrækning, hvor der indgår et seedningssystem, således at de bedste ikke kan mødes før tidligst i kvartfinalerne. 

## Medaljefordeling

### Medaljetabel
*   Værtsnation ( Japan)
| Rank           | NOC                   | Guld | Sølv | Bronze | Total |
| -------------- | --------------------- | ---- | ---- | ------ | ----- |
| 1              | Kina (CHN)            | 2    | 4    | 0      | 6     |
| 2              | Kinesisk Taipei (TPE) | 1    | 1    | 0      | 2     |
| 3              | Indonesien (INA)      | 1    | 0    | 1      | 2     |
| 4              | Danmark (DEN)         | 1    | 0    | 0      | 1     |
| 5              | Sydkorea (KOR)        | 0    | 0    | 1      | 1     |
| 5              | Malaysia (MAS)        | 0    | 0    | 1      | 1     |
| 5              | Japan (JPN)*          | 0    | 0    | 1      | 1     |
| 5              | Indien (IND)          | 0    | 0    | 1      | 1     |
| Total (8 NOCs) | Total (8 NOCs)        | 5    | 5    | 5      | 15    |

### Medaljevindere
| Event        | Guld                                         | Sølv                               | Bronze                                  |
| ------------ | -------------------------------------------- | ---------------------------------- | --------------------------------------- |
| Herresingle  | Viktor Axelsen · Danmark                     | Chen Long · Kina                   | Anthony Sinisuka Ginting · Indonesien   |
| Herredouble  | Kinesisk Taipei · Lee Yang · Wang Chi-lin    | Kina · Li Junhui · Liu Yuchen      | Malaysia · Aaron Chia · Soh Wooi Yik    |
| Damesingle   | Chen Yufei                                   | Tai Tzu-ying                       | P. V. Sindhu                            |
| Damedouble   | Indonesien · Greysia Polii · Apriyani Rahayu | Kina · Chen Qingchen · Jia Yifan   | Sydkorea · Kim So-yeong · Kong Hee-yong |
| Mixed double | Kina · Wang Yilyu · Huang Dongping           | Kina · Zheng Siwei · Huang Yaqiong | Japan · Yuta Watanabe · Arisa Higashino |